# Cordula Petersen
Cordula Petersen (geb. 1968 in Hamburg) ist eine deutsche Ärztin und Hochschullehrerin. Sie ist Direktorin der Klinik für Strahlentherapie des Universitätsklinikums Hamburg-Eppendorf und ehemalige Präsidentin der Deutschen Gesellschaft für Radioonkologie.
Petersen studierte Medizin an der Universität Hamburg. Gegen Ende des Studiums entschloss sie sich für das Fachgebiet der Onkologie, um keine „Dienstleistungsmedizin“ auszuüben, sondern eng am Patienten orientiert arbeiten zu können. An der Hamburger Universität wurde Petersen im Themenfeld Strahlentherapie zum Dr. med. promoviert. Für ihre Facharztausbildung verließ sie Hamburg und ging nach Dresden. Petersen war ab 1996 bis 2010 am Universitätsklinikum Carl Gustav Carus in Dresden tätig. Ab 2006 arbeitete sie in einer radiologischen Praxis in Hamburg. Im Jahr 2010 wurde sie nach einem einjährigen Auswahlverfahren Direktorin der Klinik für Strahlentherapie und Radioonkologie des Universitätsklinikums Hamburg-Eppendorf (UKE). Zudem ist sie als Fachärztin am Ambulanzzentrum des UKE tätig. 
Gemeinsam mit dem Münchner Unternehmen Brainlab ist Petersen maßgeblich an der Entwicklung und Testung einer Technologie zur kontrollierten Strahlenbehandlung von Tumoren beteiligt, die es ermöglichen soll, die Lage eines Tumors genau zu erfassen und bei Bewegung zu verfolgen. Da dieses Projekt neue Perspektiven für die Strahlentherapie eröffnet, war es 2022 für den Deutschen Zukunftspreis nominiert. Gemeinsam mit Stefan Vilsmeier und Claus Promberger von der Brainlab AG wurde Petersen von Bundespräsident Frank-Walter Steinmeier, der den Zukunftspreis 2022 ausgelobt hatte, im Rahmen eines Festaktes geehrt und von der Jury in den „Kreis der Besten“ des Zukunftspreises aufgenommen.

## Publikationen
- mit Friedrich Dönhoff und Monika Seck-Agthe: Warum ich? Leben mit Krebs – Patientin und ihre Ärztin erzählen, Hoffmann & Campe Verlag, Hamburg 2011, ISBN 978-3-455-50185-8.

Fachartikel (Auswahl):
- Impact of dosimetric factors on long-term percutaneous enteral gastrostomy (PEG) tube dependence in head and neck cancer patients after (chemo)radiotherapy-results from a prospective randomized trial, in Strahlentherapie und Onkologie, 2022
- The impact of nutritional counseling on thryoid disorders in head and neck cancer patients after (chemo)radiotherapy: results from a prospective interventional trial, in Strahlentherapie und Onkologie, 2022
- Prognostic factors für lymphedema in patients with locally advanced head and neck cancer after combined radio(chemo)therapy – results of a longitudal study, in Oral Oncology, 2020
- Ablative Bestrahlung bei Patientinnen mit metastasiertem Mammakarzinom, in Die Onkologie, 2020
- Möglichkeiten der lokal-ablativen Bestrahlung (SBRT) bei metastasiertem kolorektalem Karzinom, in Der Radiologe, 2017